# Bonnac (Ariège)
Bonnac é uma comuna francesa na região administrativa de Occitânia, no departamento de Ariège.